# 松巴活佛
松巴活佛（藏語：སུམ་པ་མཁན་པོ་，威利转写：sum pa mkhan po），又称松布活佛、松巴堪布，为青海佑宁寺五大囊活佛之一，至今为止已转六世。
“祐宁寺”在乐都达拉地区又称为“二宫龙寺”，民间也称为“尕寺儿”，每年的七月初七定期开展法会，各地的香客前去上香，现在逐渐变成一种民间的聚会，大多青年借次机会去找理想的另一半，物资交流的盛会。里面的活佛被称为“松不囊”佛爷。相传在很久很久以前，“松布囊”活佛统治整个现在青海的乐都和互助县的大片地区，受佑宁寺政教合一的统治和管理，这里大片的土地归当时的“土司”所有，最终受“二宫龙”寺统一管理。达拉乡地区有姓氏为“贺”的汉民族，他们供奉的女神称为“娘娘爷”相传在那个年代为了争夺当时的土地，两民族相互有诸多不和，彼此“下蛊”我们成为“下咒”，他们的主要战场就是现在麻洞和扎什家村两条山岗之间的“混脱沟”，听说这个地方很脏，经常有孤魂野鬼出没，当时，连年的彼此“吃咒”造成彼此大量的人员和牲畜的死亡，后来两家最终以“娘娘爷”认“松布囊”为娘家人，最终的以和解。小时候听的故事里面有大量的形象的描述，现在记忆有点模糊不清，不过那边山沟里有条泉眼，过路的行人就是口再渴也不敢饮用此水，就是近近的看一眼人的眼睛就会肿起来。还有就是现在很多非正常死亡的人往往火化于此地。听说“娘娘爷"是木刻的漂亮女子，肚里里面装了一条蛇，一个鹰头，还有几本经书，最后由活佛念经超度很多天，才会有灵气，成为佛爷，保一方平安，她的庙就在达拉村和麻洞村之间的山上，每年4月份开展法会，香火旺盛。

## 历世松巴活佛
| 世代   | 生卒年           | 中文姓名         |
| ------ | ---------------- | ---------------- |
| 第一世 | ？－1651年       | 丹却嘉措         |
| 第二世 | 约1652年－1703年 | 罗桑丹贝坚赞     |
| 第三世 | 1704年－1788年   | 意希班觉         |
| 第四世 | 1802年－1852年   | 坚贝崔臣丹增     |
| 第五世 | 1854年－1922年   | 罗哲彭措南杰     |
| 第六世 | 1923年－         | 罗桑贝丹丹贝尼玛 |